# Saint-Lô
Saint-Lô is een gemeente in het Franse departement Manche (regio Normandië). De plaats is de prefectuur van het departement Manche en van het arrondissement Saint-Lô. Saint-Lô telde op 1 januari 2022 19.352 inwoners.

## Geschiedenis
Briovera was een nederzetting van de Gallische stam van de Unelles. De Gallo-Romeinse stad die haar opvolgde, ging in de 3e eeuw ten onder aan Saksische invallen. De heilige Laudus (Saint-Laud in het Frans), bisschop van Coutances in de 6e eeuw, werd in Briovère begraven en zijn graf werd een bedevaartsoord. De stad nam ook zijn naam aan.
Karel de Grote liet de stad, die strategisch gelegen was op een rots boven de Vire en tussen de valleien van de Torteron en de Dollée, versterken. In 889 voeren Vikingen de Vire op en belegerden de ommuurde stad. Nadat de verdedigers zich hadden overgegeven werd de stad geplunderd. Veel inwoners, waaronder de bisschop van Coutances die hier zijn residentie had, werden vermoord. Geoffroy de Montbray, bisschop van Coutances, zette in de 11e eeuw de economische opleving van de stad in. De bisschoppen van Coutances hadden als baron de heerschappij over de stad. In de 13e en de 14e eeuw was Saint-Lô een van de rijkste steden van Normandië dankzij de textielnijverheid en haar goudsmeden, messenmakers en leerlooiers.

### Hugenotenoorlogen
Onder deze ambachtslui vond het protestantisme een vruchtbare bodem. Al vroeg in de 16e eeuw was de stad gewonnen voor de reformatie. In 1562 plunderden de inwoners van Saint-Lô en Carentan bisschopsstad Coutances en namen de bisschop gevangen. In 1574 was Saint-Lô het laatste protestantse bolwerk van Cotentin. Na een beleg van tien dagen werd de stad ingenomen door het katholieke leger van Jacques II Goyon de Matignon. Er vielen 500 doden in de stad, maar de protestantse voorman Gabriel I de Montgommery wist te ontsnappen. Een groot deel van de inwoners bleef echter protestants. Nadat het Edict van Nantes (1598) en de vrijheden voor de protestanten werden ingetrokken, trok een groot deel van de ambachtslui in de 17e eeuw weg uit de stad. Dit zorgde voor een economische achteruitgang.

### 19e eeuw

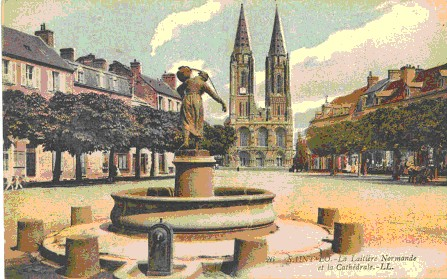
De Notre-Dame voor de vernieling in 1944

De Franse Revolutie werd enthousiast onthaald in Saint-Lô. In 1795 werd de stad prefectuur van het departement ten koste van Coutances. Onder Napoleon werd er een militaire paardenstoeterij (haras) opgericht. In 1833 werd het kanaal tussen de Vire en de Taute geopend dat Saint-Lô verbond met Carentan. In de haven van Saint-Lô die daarna werd uitgebouwd, werden vooral schelpzand en hennep verscheept. Tussen 1867 en 1930 was er een papierfabriek in Saint-Lô.

### Tweede Wereldoorlog
> Zie ook Saint-Lô tijdens Operatie Overlord
Op 6 en 7 juni 1944 werd Saint-Lô vanwege het belang als verkeersknooppunt zeer zwaar gebombardeerd door geallieerde bommenwerpers. De Amerikanen bereikten de stad op 18 juli. Tussen 17 en 24 juli lag de stad in de vuurlinie. Er vielen bijna 500 doden bij de burgerbevolking en 95% van de stad lag in puin.

### Wederopbouw
In 1948 werd begonnen met de wederopbouw. De economie en de bevolking groeiden tijdens de Trente Glorieuses. In 1964 fuseerden de gemeenten Sainte-Croix-de-Saint-Lô en Saint-Thomas-de-Saint-Lô met Saint-Lô. Om de groeiende bevolking te huisvesten werden nieuwe wijken met hoogbouw opgetrokken.

## Stadsbeeld
Omdat de stad na de oorlog grotendeels in puin lag, is Saint-Lô een voorbeeld van de architectuur van de wederopbouw. Deze stond onder leiding van architect André Hilt. Het stadhuis (architect: Marcel Mersier), de hal met befort (1954), het theater (1963) en de feestzaal Allende werden in 2018 beschermd als historische monumenten. Een ander voorbeeld is het ziekenhuis, gebouwd tussen 1949 en 1956 naar plannen van architect Paul Nelson en met een mozaïek van Fernand Léger.
Een oud monument is de kerk Notre-Dame. Met de bouw werd begonnen in 1297, maar de torens werden pas afgewerkt in de 17e eeuw. De kerk raakte zwaar beschadigd in 1944. Van de voorgevel bleef enkel de zuidelijke toren, zonder zijn spits, overeind. Ook delen van de stadsomwalling (Tour des Beaux-Regards) en de citadel (Tour de la Poudrière) bleven bewaard.
Het Musée d'Art et d'Histoire in het stadscentrum heeft naast een kunstcollectie ook een permanente tentoonstelling over de geschiedenis van de stad.

### Afbeeldingen

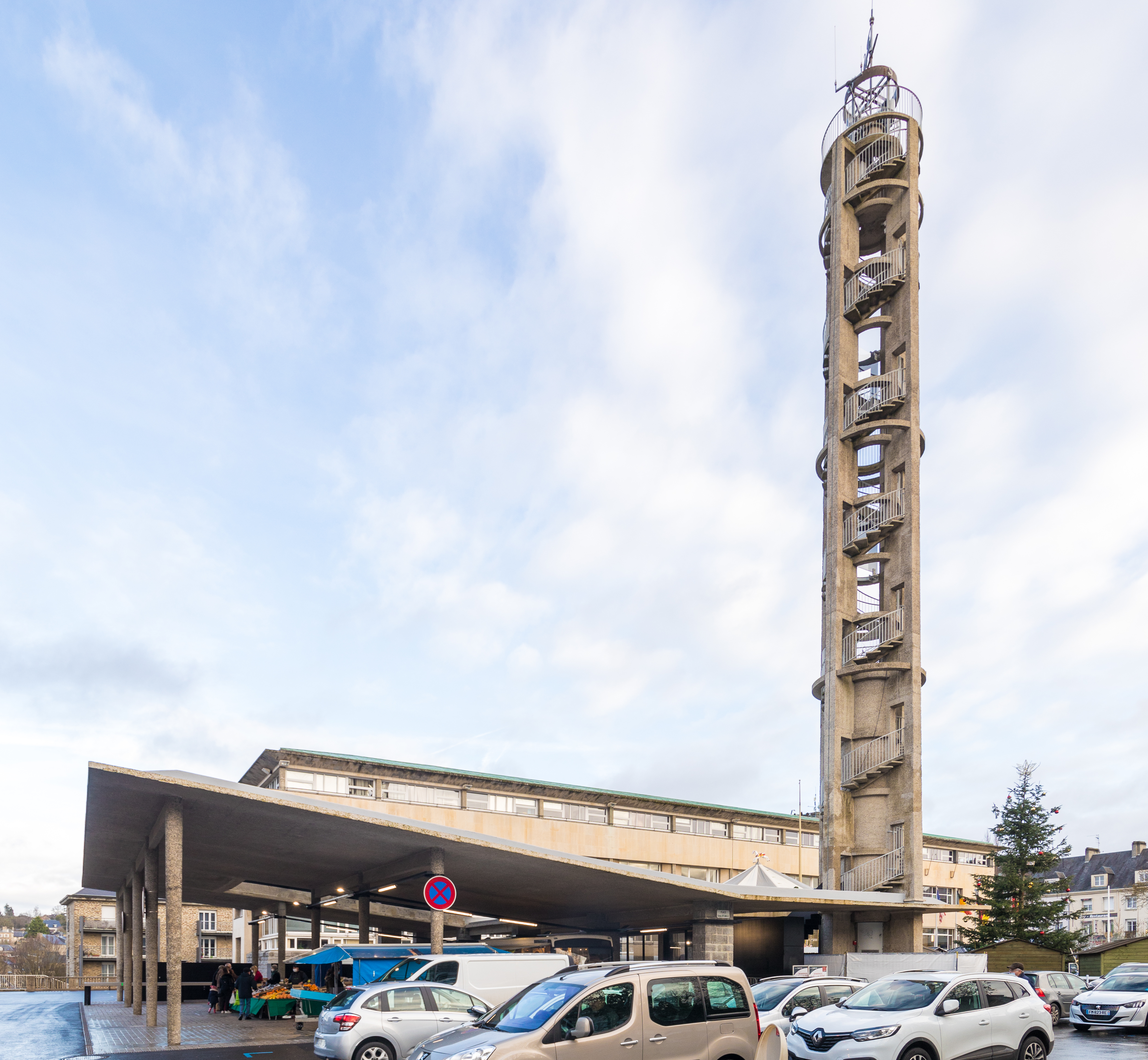
Belfort
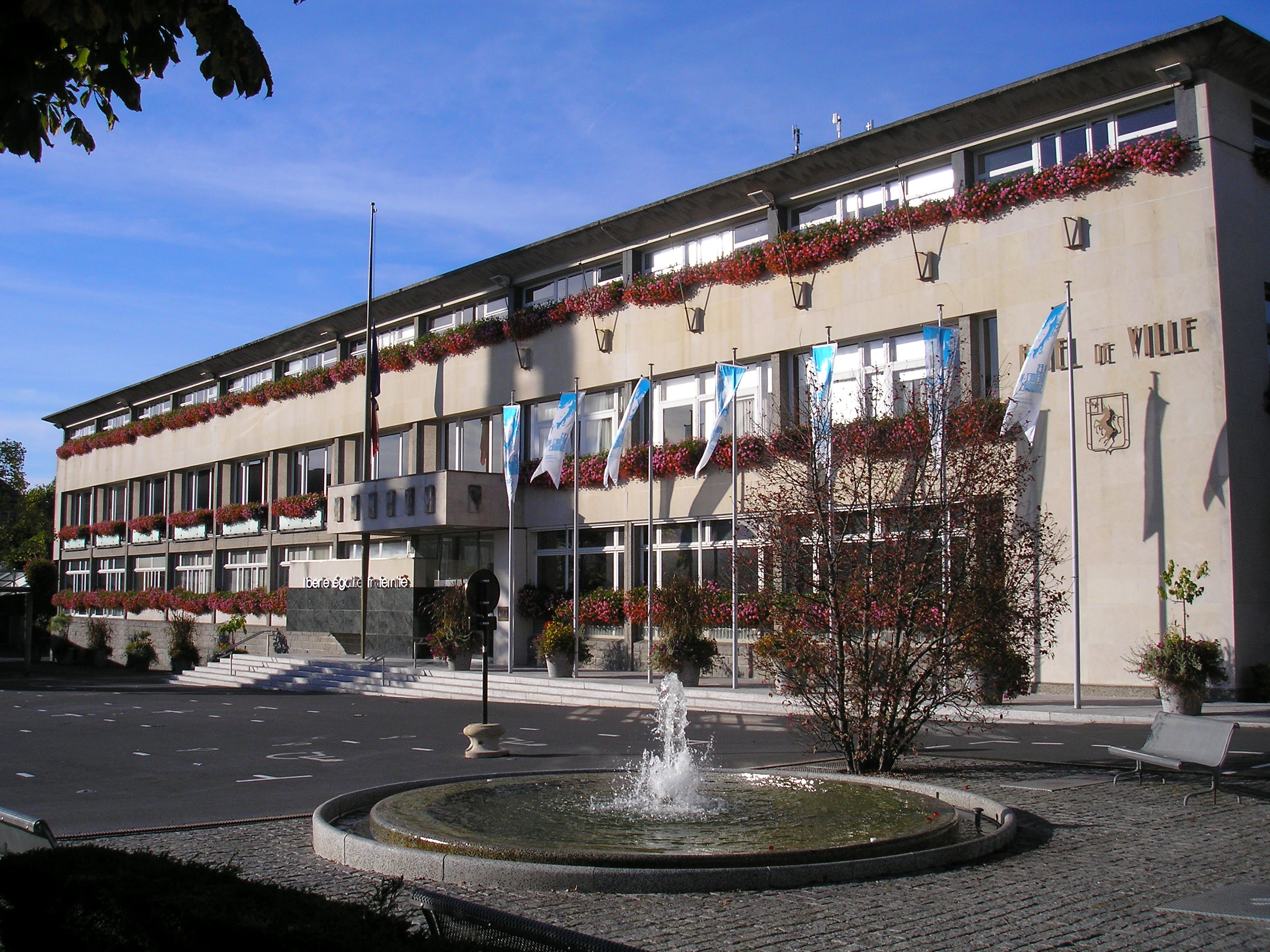
Gemeentehuis
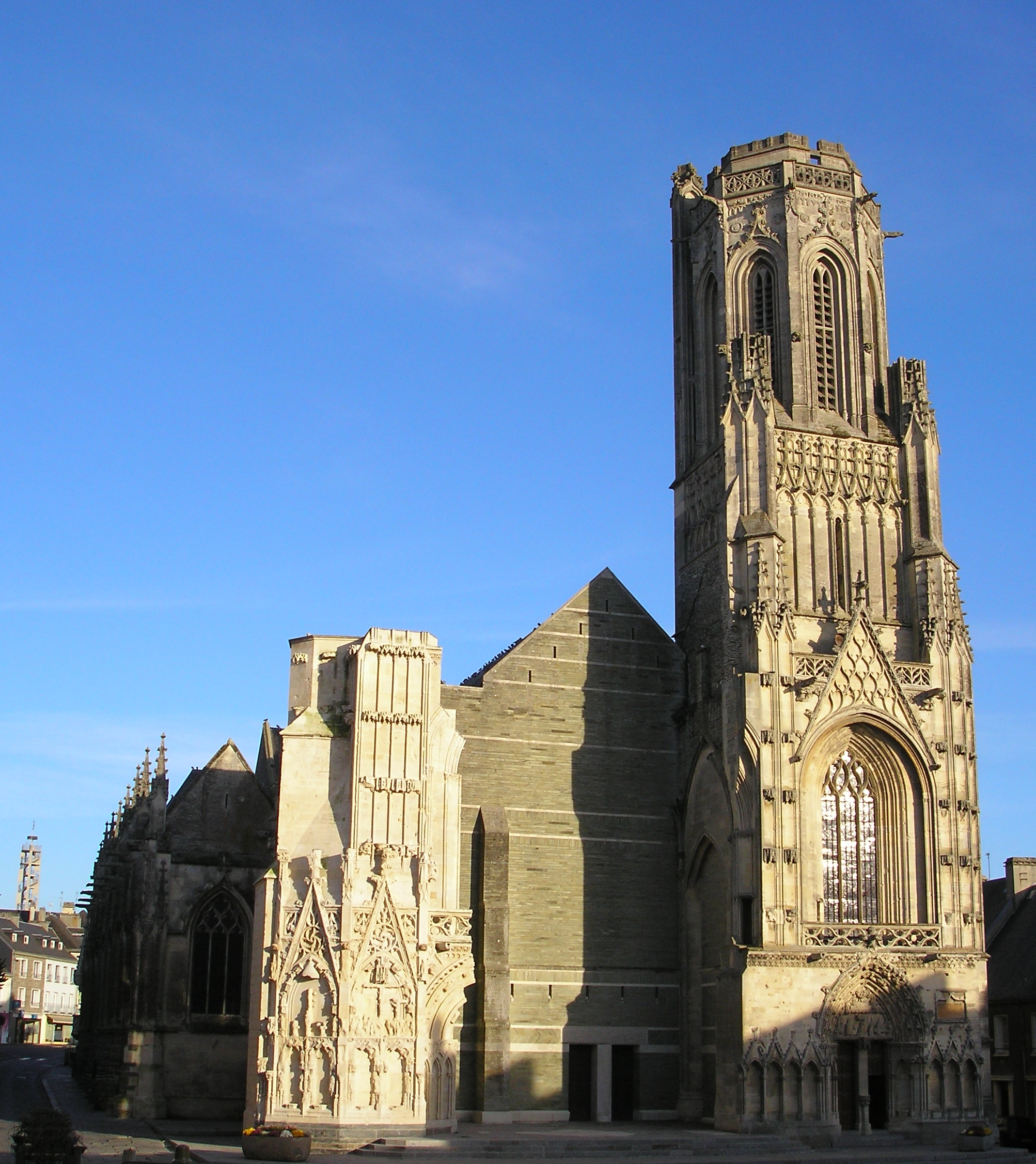
Notre-Dame
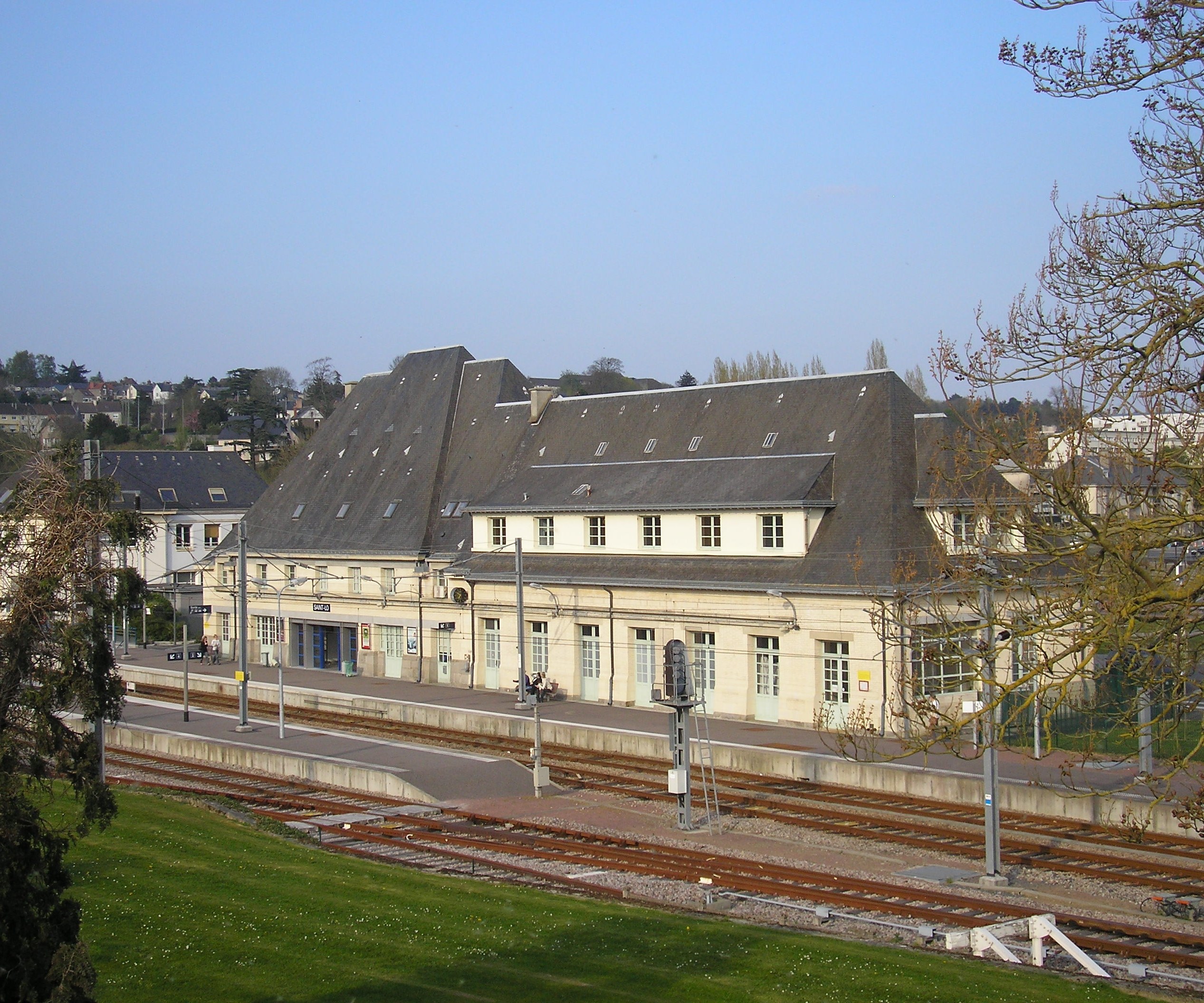
Station
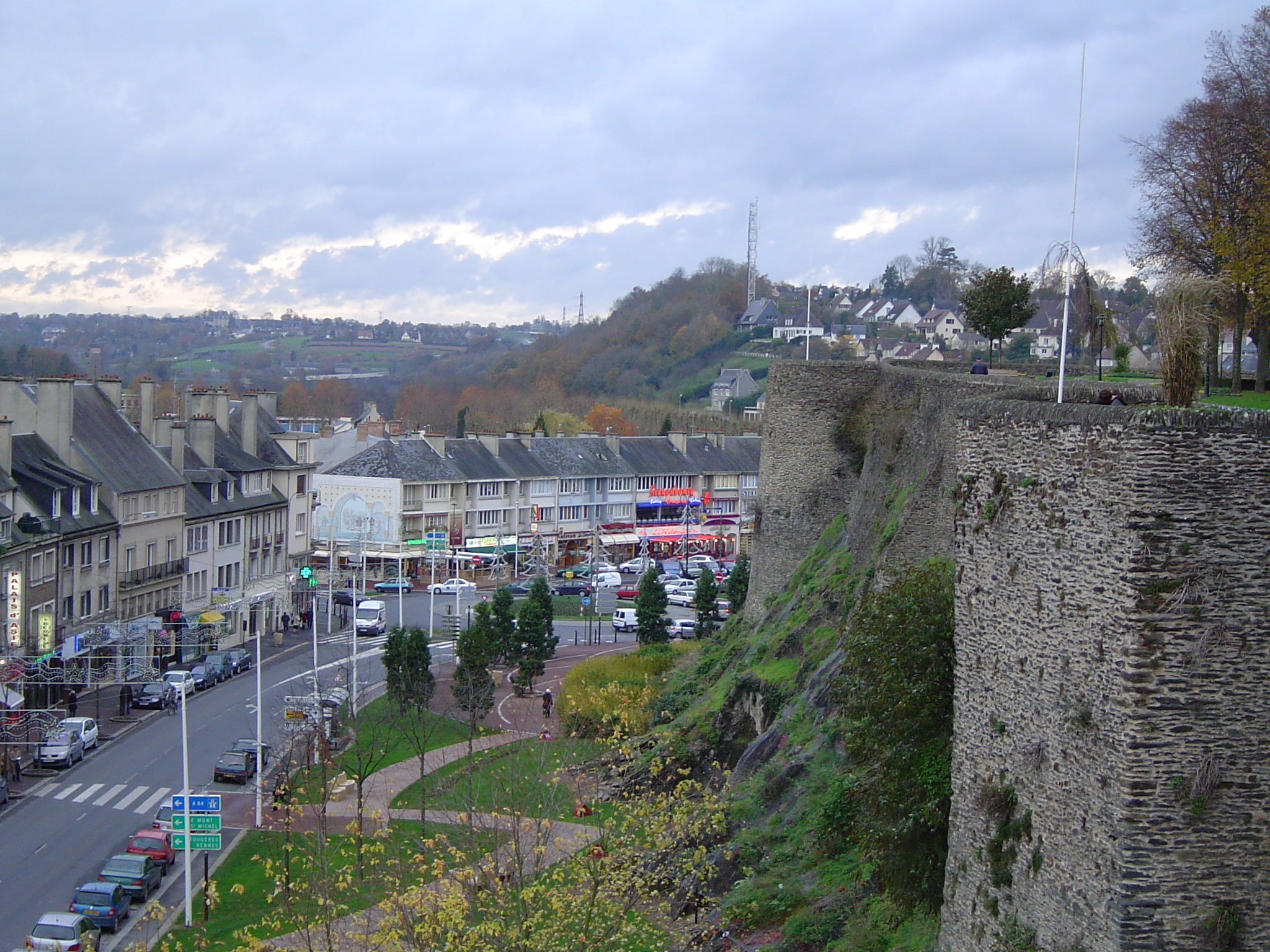
Stadsmuren
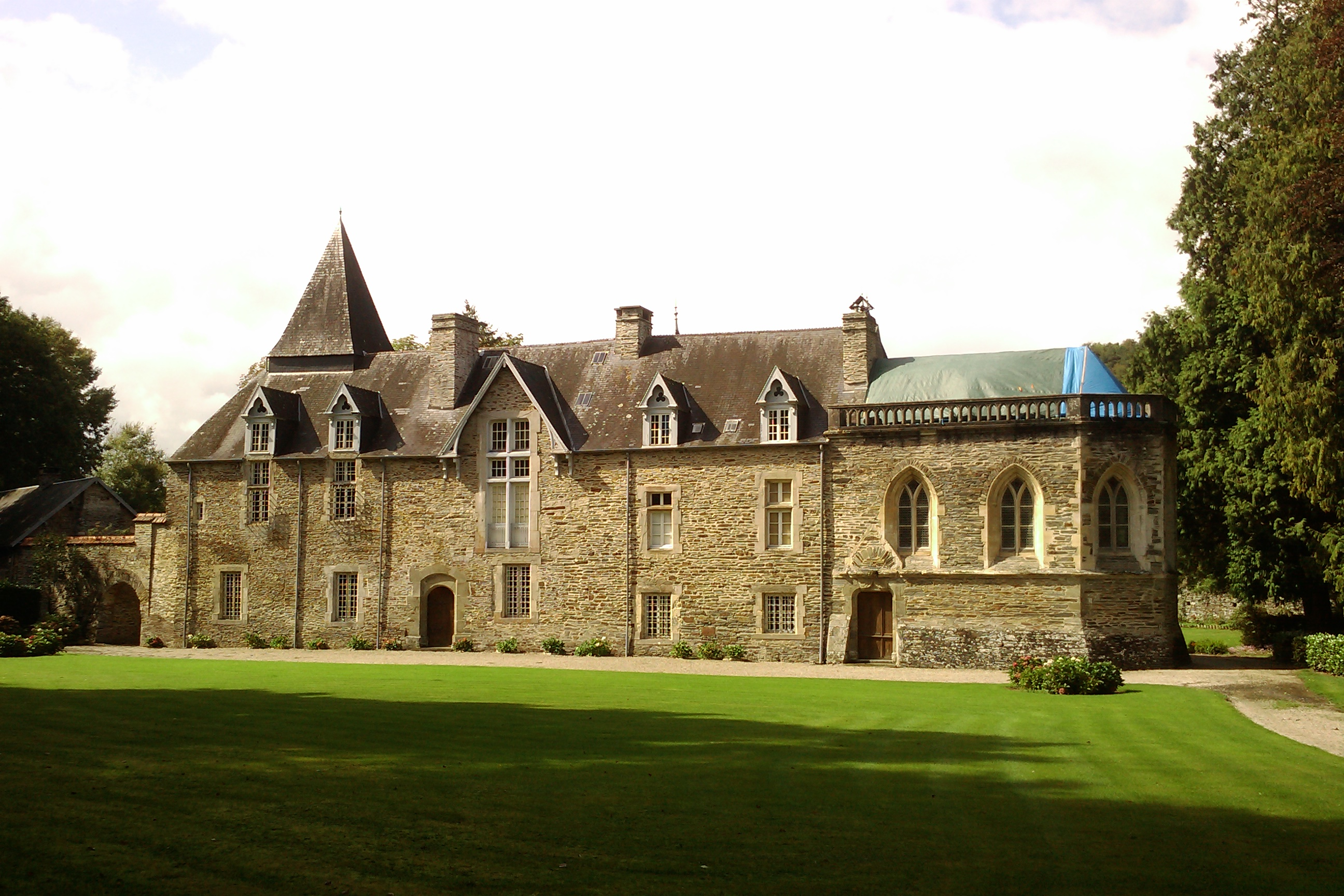
Château de la Vaucelle
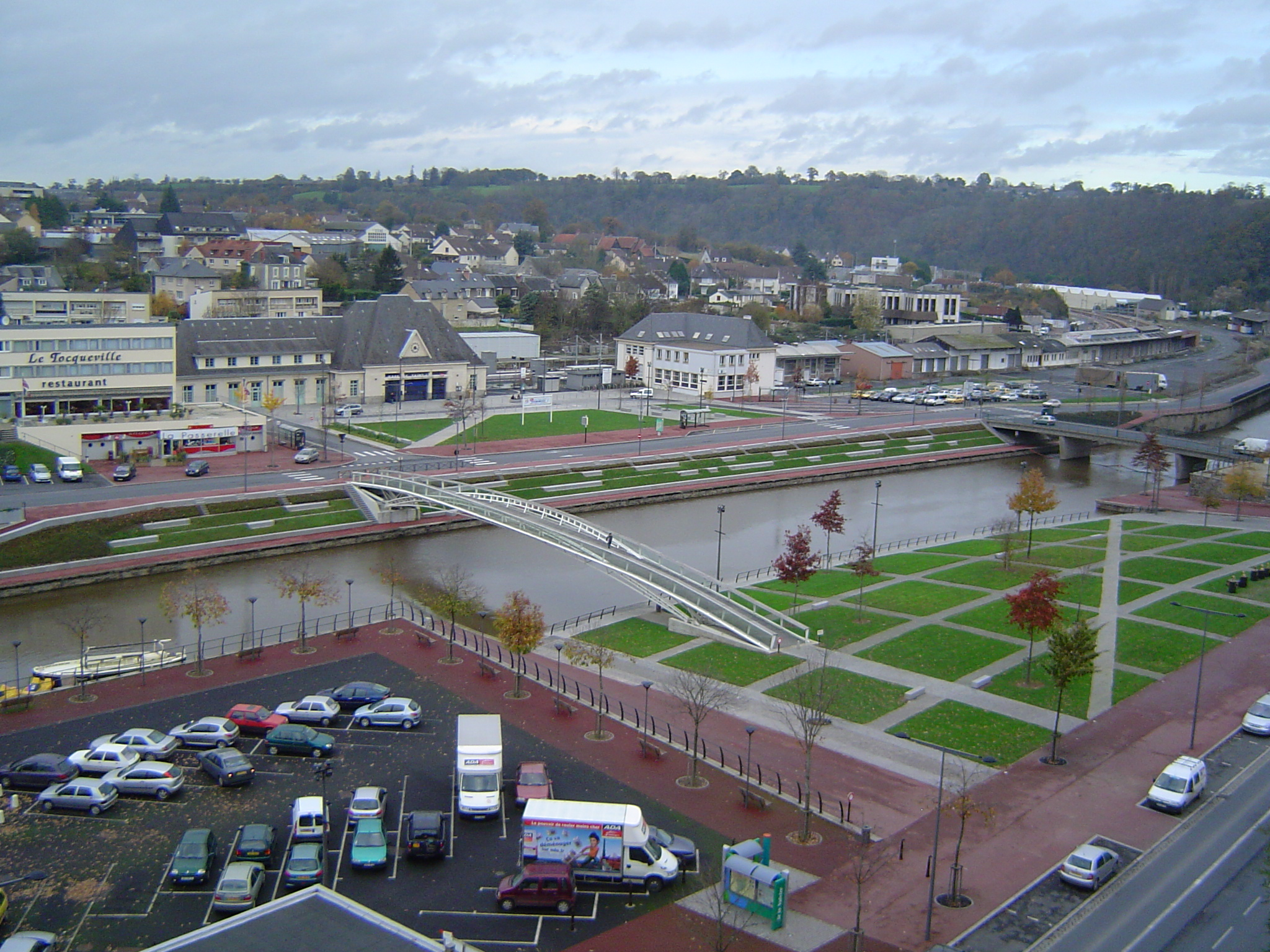
Gezicht op de Vire

## Verkeer en vervoer
In de gemeente ligt spoorwegstation Saint-Lô.
De N174 is sinds 2005 een autoweg met 2x2 rijvakken. Hij verbindt Saint-Lô met de autosnelweg A84.

## Geografie
De oppervlakte van Saint-Lô bedroeg op 1 januari 2022 23,19 vierkante kilometer; de bevolkingsdichtheid was toen 834,5 inwoners per km². Saint-Lô ligt aan de Vire, die de westelijke grens van de gemeente vormt.
De onderstaande kaart toont de ligging van Saint-Lô met de belangrijkste infrastructuur en aangrenzende gemeenten.

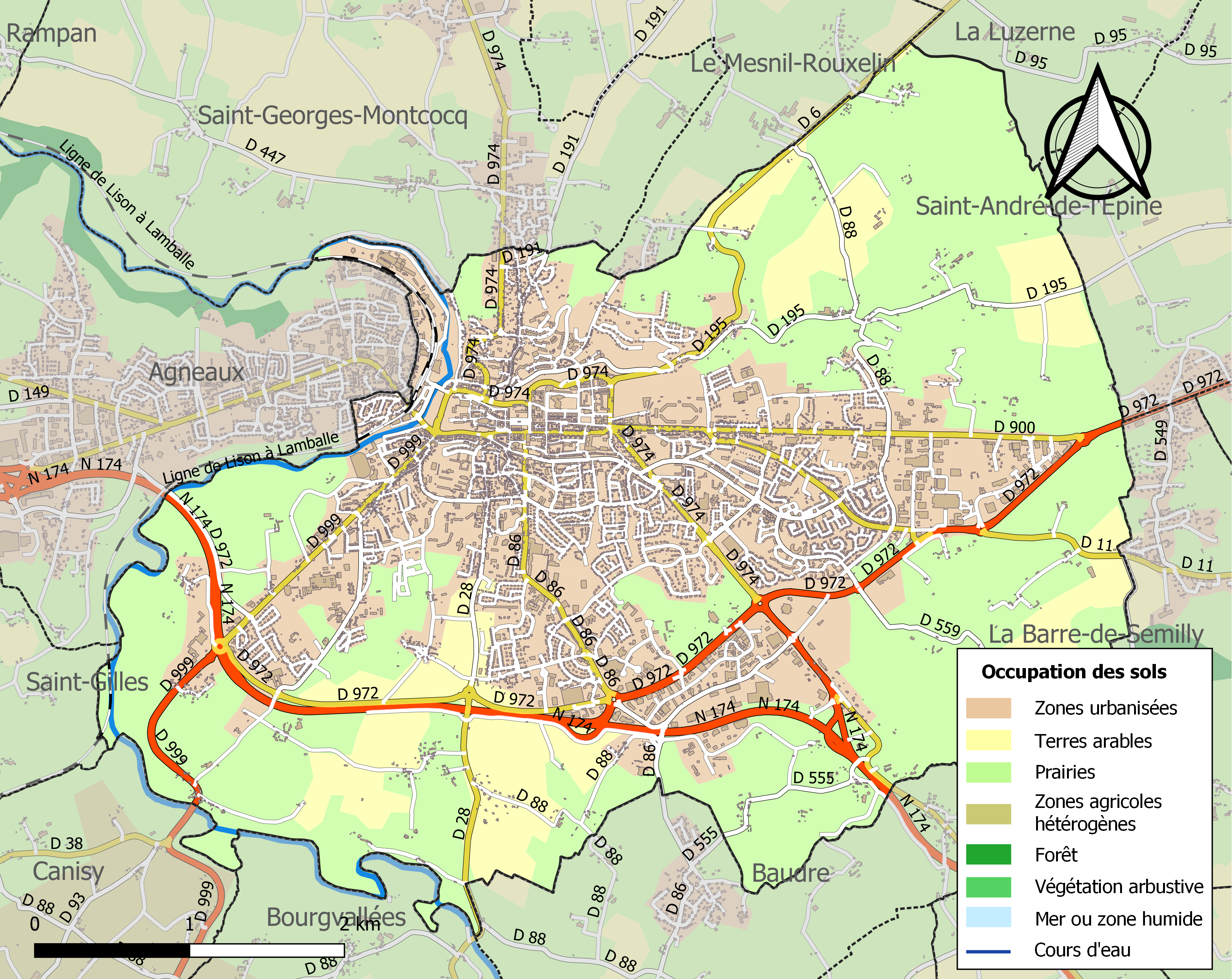

## Demografie
De bevolking groeide met 30% tussen 1968 en 1975, een gevolg van de economische groei na de Tweede Wereldoorlog.
Onderstaande figuur toont het verloop van het inwonertal (bron: INSEE-tellingen).

## Sport
Saint-Lô was één keer etappeplaats in wielerkoers Ronde van Frankrijk. In 2016 startte er de door de Slowaak Peter Sagan gewonnen tweede etappe naar Cherbourg-Octeville.

## Geboren
- Jean Teulé (1953), schrijver en stripauteur
- Hugues Duboscq (29 augustus 1981), zwemmer
- Ewen Fernandez (17 februari 1989), langebaanschaatser